# Bioteknik

Schematisk framställning av DNA under kopiering.

Bioteknik är en kombination av biologi och teknik som i första hand innebär att använda celler eller komponenter från celler (såsom enzymer eller DNA) i tekniska tillämpningar. Bioteknik är således en tvärvetenskap. En del av tillämpningarna har även medicinska/biomedicinska tillämpningar. Bioteknik är historiskt nära besläktat med kemiteknik, och de äldsta tillämpningarna av bioteknik är sådana som innefattar olika jäsningsprocesser. I takt med att framsteg inom molekylärbiologin har skett, har mer av genteknik kommit att innefattas i området.
Bioteknik är ett väldigt brett område, Verket för innovationssystem har fastställt följande huvudindelningar
- Läkemedel och medicin
- Agrobioteknik,  exempelvis växtförädling
- Miljöbioteknik, till exempel vattenrening och avfallshantering
- Biotekniska verktyg (produkter och tjänster, utrustning och mätinstrument för bioteknisk användning), till exempel för att upptäcka Alzheimers sjukdom[3]
- Biotekniska livsmedel.
- Bioproduktion (produktion av biomolekyler eller mikroorganismer)[4]

Närliggande områden är syntetisk biologi, biomaterial, medicinsk teknik, proteinteknik och genteknik.
En annan aspekt av bioteknik är de tekniska problem som uppstår inom biologisk forskning – som till exempel vid storskalig odling av mikroorganismer, genmodifiering och proteinrening. Denna tolkning är vanlig i akademiska sammanhang.

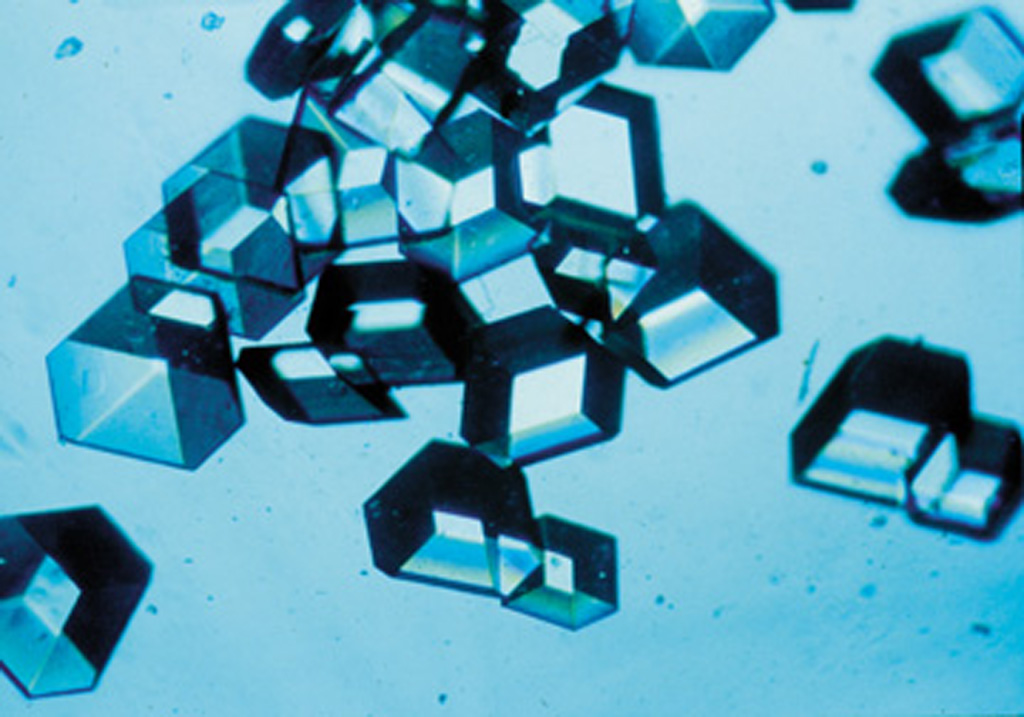
Insulinkristaller.

## Bioteknikens historia
Bioteknik har använts i tusentals år inom jordbruket, livsmedelsindustrin och medicinen.
Begreppet är däremot ganska nytt och anses ha myntats 1919 av den ungerske ingenjören Károly Ereky.
Ett stort genombrott för biotekniken skedde strax före andra världskriget när penicillin upptäcktes. De första organismerna som isolerades var med dagens mått ineffektiva producenter av penicillin. Med mutationsarbete och naturligt urval har bioteknikerna sedan odlat fram stammar som ger 10000 gånger så mycket antibiotikum som de första i slutet av 1930-talet.

## Utbildning inom bioteknik
Flera av Sveriges högskolor och universitet bedriver både civil- och högskoleingenjörsutbildning i bioteknik. Flera av utbildningarna på de större universiteten och tekniska högskolorna finns representerade i organisationen Bioteknikutbildningar i Sverige.